# Stéphane Riethauser
Stéphane Riethauser (* 1972 a Ginebra, Suïssa) és un cineasta, productor de cinema, periodista, autor, traductor, professor, fotògraf i activista gai suís.

## Vida i obra
Riethauser prové d'un entorn de classe alta. Fins i tot el seu pare, Luc Riethauer, volia ser director i va fer un curtmetratge als anys 60. Va rodaralguns clips de pel·lícules basats en westerns durant la seva joventut i va mostrar el seu talent per al cinema durant aquest temps.
Va estudiar Dret a la Universitat de Ginebra i es va graduar el 1995. Això va ser seguit per una estada a Nova York. Va treballar com a professor fins al 2002. El 1999 va fundar la seva productora cinematogràfica Lambda Prod. L'any 2000 va ser autor d'un llibre il·lustrat amb sortides de joves amb un pròleg de Ruth Dreifuss. Des de l'any 2003 també realitza diversos documentals per a l'emissora de ràdio i televisió suïssa RTS, inclòs el programa cultural Ilico.
També és actiu com a activista gai amb el seu treball artístic a Suïssa. Va escriure per a la revista suïssa 360° com a periodista.
El 2019 es va donar a conèixer arreu d'Europa amb el documental Madame, que descriu la història de la vida mútua amb la seva àvia en processos d'autodescobriment i identitat. La pel·lícula va participar en diversos festivals, com ara els festivals de cinema de Locarno, els festivals de Solothurn, Taipei, Duisburg, Tübingen, Viena, Madrid, Nyon i Zúric. Va rebre premis a Tessalònica i Madrid, entre d'altres.
Des del 2009 viu i treballa com a cineasta independent a Berlín.

## Filmografia
- 2005: Guerre de l'eau a El Alto, Bolivie, documental (juntament amb Jean-Jacques Fontaine)
- 2005: Ein Wald der Skulpturen- das Leben und Werk Simon Spierers, pel·lícula documental (juntament amb Marie-Catherine Theiler)
- 2007: Raimund Hoghe, un danseur hors nome, documental
- 2007: Gay Chic, documental
- 2007: David Lynch: The Air is on fire, documental
- 2007: Le Temps suspendu, documental sobre el pintor Marius Borgeaud (juntament amb Marie-Catherine Theiler)
- 2012: Prora, curtmetratge de ficció
- 2016: Garten der Sterne, documental
- 2019: Madame, documental